# Podosphaeraster thalassae
Podosphaeraster thalassae är en sjöstjärneart som beskrevs av Cherbonnier 1970. Podosphaeraster thalassae ingår i släktet Podosphaeraster och familjen Podosphaerasteridae. Inga underarter finns listade i Catalogue of Life.